# Garypinus mirabilis
Garypinus mirabilis är en spindeldjursart som beskrevs av With 1907. Garypinus mirabilis ingår i släktet Garypinus och familjen Garypinidae. Inga underarter finns listade i Catalogue of Life.